# Rio Bârjaba
O Rio Bârjaba é um rio da Romênia afluente do Rio Bistriţa, localizado no distrito de Maramureş.